# Gracia
Gracia foi uma das ilhas nomeadas por Cristóvão Colombo no Caribe em suas viagens de descobrimento da América.

## Curiosidades
Gracia, no Jogo Lineage II the Chaotic Throne, é um continente que pode ser acessado através da Atualização de mesmo nome: Gracia. Este continente fica ao oeste do continente Aden, que este lembra a Europa medieval, e pelo fato de ter que atravessar o oceano ao oeste de Aden para chegar a Gracia, o continente Gracia pode representar a América.
211-A Edificações